# Carol (cràter)
Carol és un petit cràter d'impacte situat a la regió equatorial de la cara oculta de la Lluna. Està situat entre els cràters Ibn Firnás (al sud) i Ostwald (al nord). En les seves rodalies es localitza una sèrie de cinc petits cràters: Ewen, Kasper, Melissa, Romeo i Shahinaz.

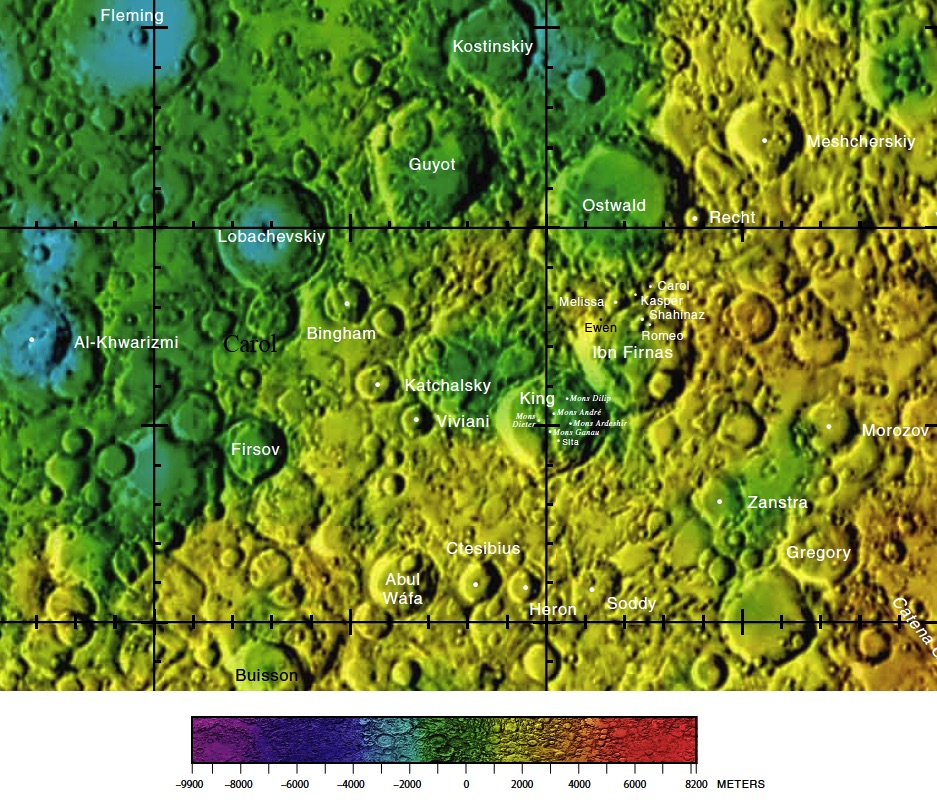
Localització de Carol (a la dreta del centre de la imatge)
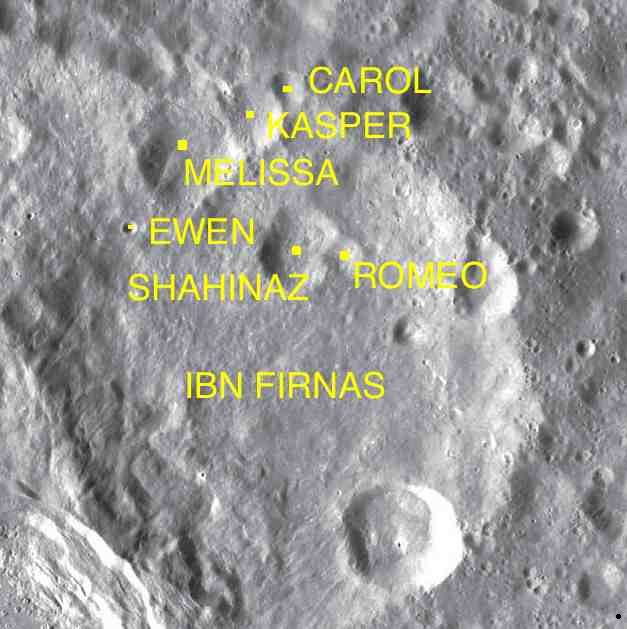
Rodalies de Carol

Situat a la cara exterior de la vora d'Ibn Firnas, la seva forma és gairebé circular, amb la seva part sud-oest superposada pel cràter Kasper. Juntament amb els cràters Melissa i Kasper, Carol forma una cadena de cràters. La seva vora té una altura sobre el terreny circumdant de 300 m, i el seu volum és d'aproximadament 20 km³. La part inferior del cràter és relativament plana, sense elements en relleu notables.
El nom procedeix d'una designació originalment no oficial, continguda en la pàgina 65C1 / S2 de la sèrie de plànols del Lunar Topophotomap de la NASA, que va ser adoptada per la UAI el 1979.